# Lovas tüzérek hősi emlékműve
A lovas tüzérek hősi emlékműve egy ma már nem álló első világháborús emlékmű volt a Budai Vár nyugati oldalán lévő akkori Palota téren (ma Dózsa György tér). Az emlékművet 1937-ben avatták fel, a második világháborúban megsérült, 1960-ban elbontották.

## Leírása
Az emlékmű fő eleme egy életnagyságú szoborcsoport volt, amely három pár, tábori ágyút vontató lovat formált meg rajtuk páronként egy-egy tüzérrel; alatta a piedesztálon évszám: 1914–1918. Emögött kőfal annak a 29 városnak a címerével, ahol tüzérhelyőrségek voltak. A kőfal hátoldalán lövegeket ábrázoló dombormű kapott helyet, alatta felirat: HŐSI HALÁLT HALT MAGYAR TÜZÉREK EMLÉKÉRE.

## Története
Az emlékmű alkotója Ligeti Miklós, a kor kedvelt szobrásza. Az emlékművet 1937. október 17-én avatták fel katonai tiszteletadással a kormányzó jelenlétében. Budapest ostroma során az emlékmű megrongálódott, a háború utáni rendszerben pedig nem erőltették a felújítását: 15 évig állt romokban, 1960-ban végül elbontották. Helyére 1961-ben került Kiss István évek óta készen álló Dózsa-szoborcsoportja, amelyet eredetileg a Városligetben terveztek felállítani.
- A sérült tüzér-emlékmű az 1945-ös ostrom után

## Külső hivatkozások
- Köztérkép – Lovas tüzérek hősi emlékműve
- Filmhíradók Online – Magyar Világhíradó 713. (1937. október): Világháborús tüzéremlékmű leleplezése a budai Palota téren (a kópia nem maradt fenn)